# Bruxelles-Ingooigem 1997
La Bruxelles-Ingooigem 1997, cinquantesima edizione della corsa, si svolse l'11 giugno su un percorso di 168 km, con partenza da Bruxelles e arrivo a Ingooigem. Fu vinta dal belga Michel Vanhaecke della squadra Ipso-Euroclean davanti all'olandese Davy Dubbeldam e all'altro belga Ronny Assez.

## Ordine d'arrivo (Top 10)
| Pos. | Corridore               | Squadra                        | Tempo    |
| ---- | ----------------------- | ------------------------------ | -------- |
| 1    | Michel Vanhaecke        | Ipso-Euroclean                 | 3h57'00" |
| 2    | Davy Dubbeldam          | TVM-Farm Frites                | a 2"     |
| 3    | Ronny Assez             | RDM-Asfra-Sitra                | a 4"     |
| 4    | Louis de Koning         | TVM-Farm Frites                | s.t.     |
| 5    | Andy De Smet            | Ipso-Euroclean                 | s.t.     |
| 6    | Sergej Ivanov           | TVM-Farm Frites                | s.t.     |
| 7    | Masahiko Mifune         | Tönissteiner-Saxon-Colnago     | s.t.     |
| 8    | Matthew Gilmore         | RDM-Asfra-Sitra                | s.t.     |
| 9    | Franky Van Haesebroucke | Ipso-Euroclean                 | s.t.     |
| 10   | Brian Dalgaard Jensen   | Team EC-Bayer Worringen-Daewoo | s.t.     |